# Novembre 1952

## Évènements
- L’Espagne est admise à l’UNESCO.

- 1er novembre : établissement de la première unité d'alerte avancée (Airborne Early Warning unit), le Vanguard Flight, formé pour des essais avec 3 appareils de type Neptune.

- 2 novembre : un F3D Skyknight abat un chasseur Yak-15, le premier.

- 2 - 7 novembre[1] : le Parti communiste yougoslave est rebaptisé Ligue des communistes de Yougoslavie lors de son VIe Congrès.

- 3 novembre : 
  - Carlos Ibáñez del Campo est élu président du Chili (fin en 1958).
  - Un Regulus Assault Missile (RAM) est lancé du bâtiment Norton Sound de l’US Navy au large du Naval Air Missile Test Center (NAMTC) avant d’atterrir sur l'île San Nicolas dans le cadre de la première démonstration de lancement depuis un navire d’un système de missile RAM.
  - Premier vol du chasseur suédois d'attaque au sol Saab 32 Lansen, piloté par le pilote suédois Bengt Olow.
  - Un Douglas F3D Skyknight piloté par le commandant Stratton avec le radariste le sergent Hoglind, est le premier avion à réaction à abattre un autre avion à réaction, en l'occurrence un MiG-15 nord-coréen, au cours d'un combat de nuit.

- 4 novembre : Dwight David Eisenhower (R) est élu président des États-Unis avec 55,1 % des voix contre Adlai S. Stevenson (D) 44,4 %. Ses partisans exploitent le Maccarthisme, le coût de la guerre de Corée et divers scandales qui éclaboussent l’Administration. Les républicains reviennent au pouvoir après vingt ans d’administration démocrate.

- 5 novembre : premier vol du Cessna XL-19B, premier appareil léger à turbines (hélices).

- 8 novembre : fondation de la ville de Chibougamau au Québec. Développement de mines de cuivre.

- 9 novembre : en Indochine, l'opération « Lorraine » met en œuvre 50 Dakota qui larguent 2 500 hommes en 3 rotations.

- 10 novembre : démission du secrétaire général de l'ONU, Trygve Lie.

- 11 novembre : premier vol de l’hélicoptère Matra-Cantinieau, un biplace reprenant la même formule du tripale à rotor articulé et en balancier en même temps avec une commande en araignée dans le moyeu, un moteur Hirth de 105 ch et les 2 sièges directement sous le moyeu rotor.

- 12 novembre : 
  - la configuration finale du dirigeable américain non rigide ZP3K (rebaptisé par la suite ZSG-3) est testée en vol et acceptée à NAS Lakehurst.
  - Premier vol du bombardier lourd soviétique Tupolev Tu-95 Bear.

- 17 novembre : premier vol du Max-Holste MH-1521 Broussard, piloté par le Français Henry.

- 18 novembre : la possibilité d’utiliser un hélicoptère comme chasseur de mines aérien est démontrée lors d’une première série d’essais conduits par des pilotes de la flottille VX-1 de l’US Navy pilotant un hélicoptère HRP-1 au large de Panama, en Floride.

- 19 novembre : 
  - gouvernements conservateurs en Grèce du maréchal Aléxandros Papágos (fin en 1955).
  - le Douglas DC-6B Arild Viking de SAS, commandé par Jensen, effectue le premier survol de l’Antarctique par un avion commercial. C’était le vol de livraison de cet appareil (28 h 6 min).
  - L’Américain J.S. Nash, sur North Americain F-86D, établit un record de vitesse sur la base de 1 124,137 km/h.

- 20 novembre : purge dans le parti communiste tchécoslovaque. Ses principaux membres, tels Rudolf Slánský (ancien secrétaire général du Parti), Vladimír Clementis (ancien ministre des Affaires étrangères de la Tchécoslovaquie) sont accusés de conspiration trotskiste-titiste-sioniste et condamnés à mort après leurs aveux forcés au cours de procès publics à caractère antisémite. Artur London, survivant de ces procès, en décrira les mécanismes dans son roman L'Aveu.

- 23 novembre : un P4Y-2S de la flottille VP-28 de l'U.S. Navy est attaquée, sans dommage, par un MiG-15 au large de Shanghai, en Chine.

- 24 novembre : première liaison commerciale entre le Japon et l'Europe effectuée par le Lockheed Constellation F.BAZU d'Air France.

- 26 novembre : premier lancement d’une fusée Northrop B-62 Snark.

- 27 novembre : début des procès de Prague visant la condamnation de Rudolf Slánský et de treize autres hauts dignitaires du parti communiste en Tchécoslovaquie.

- 29 novembre : premier vol du Dassault Mystère IVA.

- 30 novembre : premier vol du Hawker Hunter 2 WB202, piloté par l’Anglais Neville Duke.

## Naissances
- 3 novembre : 
  - Michel Boujenah, acteur-(chanteur)-humoriste français[2].
  - Roseanne Barr, actrice, productrice, humoriste, scénariste, et réalisatrice américaine.
- 7 novembre : 
  - Geraldo Alckmin, homme politique brésilien.
  - Modibo Sidibé, homme politique malien.
- 9 novembre : Joyce Grable, catcheuse américaine († 29 septembre 2023).
- 10 novembre : Lloyd St. Amand, avocat et homme politique.
- 11 novembre : Christopher Loeak, président de la république des îles Marshall.
- 13 novembre : Merrick Garland, juge fédéral américain, procureur général des États-Unis d'Amérique depuis 2021.
- 16 novembre: Shigeru Miyamoto, créateur japonais de jeu vidéo.
- 17 novembre : Cyril Ramaphosa, homme d'État sud-africain.
- 18 novembre : Delroy Lindo, acteur britannique
- 24 novembre : Thierry Lhermitte, acteur français.
- 22 novembre : José Luis Palomar, matador espagnol.
- 27 novembre :
  - Sheila Copps, femme politique canadien, ancien ministre et ancien vice-premier ministre du Canada.
  - James Donald Wetherbee, astronaute américain.

## Décès
- 9 novembre : 
  - Harold Innis, professeur d'économie.
  - Chaim Weizmann, premier président de l'État d'Israël.
- 18 novembre :
  - Ferdinand Bac, écrivain, dessinateur, caricaturiste, décorateur, peintre, ferronnier, paysagiste et lithographe français.
  - Eugène Grindel dit Paul Éluard (56 ans), poète français, fondateur du groupe surréaliste et poète de la Résistance.
- 24 novembre : Camille de Morlhon (83 ans), scénariste et cinéaste français de la période du cinéma muet. (° le 19 février 1869).